# Gamma Canis Majoris
Gamma Canis Majoris (γ Canis Majoris, viết tắt Gamma CMA, γ CMA), còn gọi là Muliphein /ˈmjuːlɪfeɪn/, là một ngôi sao trong chòm sao Đại Khuyển. Không rõ chính xác lý do tại sao ngôi sao tương đối mờ nhạt này được chỉ định là 'gamma', nhưng có thể vì nó nằm trong cùng một phần của chòm sao với Thiên Lang (alpha) và Mirzam (beta).

## Danh pháp
γ Canis Majoris (được Latin hóa thành Gamma Canis Majoris) là tên gọi Bayer của ngôi sao này.
Nó mang tên truyền thống Muliphein, không nên nhầm lẫn với Muhlifain là tên gọi của Gamma Centauri; cả hai tên đều bắt nguồn từ cùng một gốc Ả Rập, محلفين muħlifayn. Vào năm 2016, Liên minh Thiên văn Quốc tế đã tổ chức một Nhóm Công tác về Tên Sao (WGSN)  để lập danh mục và chuẩn hóa tên riêng cho các ngôi sao. WGSN đã phê duyệt tên Muliphein cho ngôi sao này vào ngày 21 tháng 8 năm 2016 và hiện tại nó đã được đưa vào Danh lục tên Sao của IAU.

## Tính chất
Gamma Canis Majoris là một ngôi sao khổng lồ sáng loại B màu trắng xanh với phân loại sao B8II và cấp sao biểu kiến là +4,11. Nó cách Trái Đất khoảng 440 năm ánh sáng. Nó là một ngôi sao Hg-Mg kì dị về mặt hóa học, hiển thị các vạch phổ thủy ngân và magiê bất thường. Ngôi sao này có bán kính 5,6 lần Mặt Trời và khí quyển bên ngoài có nhiệt độ hiệu dụng là 13.596 K.
Ngôi sao này bị nghi ngờ là một hệ sao đôi quang phổ, và có một ứng viên đồng hành ở khoảng cách góc 0,32″ dọc theo vị trí góc 114,8°. Nó là một thành viên của cụm phân tán Collinder 121.

## Di sản hiện đại
Muliphein xuất hiện trên quốc kỳ của Brasil, tượng trưng cho bang Rondônia.
Tàu chở hàng của Hải quân Hoa Kỳ USS Muliphen (AKA-61) được đặt theo tên của ngôi sao này.